# Văn tế thập loại chúng sinh
Văn tế thập loại chúng sinh còn được gọi là Văn chiêu hồn hay Văn tế chiêu hồn là một bài văn tế bằng chữ Nôm soạn vào đầu thế kỷ 19. Tác phẩm được coi là một sáng tác xuất sắc của đại thi hào Nguyễn Du.

## Giới thiệu
Văn tế thập loại chúng sinh, hiện chưa rõ thời điểm sáng tác. Trong văn bản do Đàm Quang Thiện hiệu chú có dẫn lại ý của ông Trần Thanh Mại trên Đông Dương tuần báo năm 1939, thì Nguyễn Du viết bài văn tế này sau một mùa dịch khủng khiếp làm hằng triệu người chết, khắp non sông đất nước âm khí nặng nề, và ở khắp các chùa, người ta đều lập đàn giải thoát để cầu siêu cho hàng triệu linh hồn. Tuy nhiên, Hoàng Xuân Hãn lại cho rằng có lẽ Nguyễn Du viết tác phẩm này trước cả Truyện Kiều, tức khi ông còn làm cai bạ ở Quảng Bình.
Sách Từ điển văn học (bộ mới) cho biết người đầu tiên phát hiện bài văn tại chùa Diệc ở thành phố Vinh là GS. Lê Thước. Nhưng cổ nhất là bản khắc ván năm 1895 của nhà sư Chính Đại (nên được gọi là bản Chính Đại), được tàng trữ ở chùa Hưng Phúc, xã Xuân Lôi, huyện Võ Giàng, tỉnh Bắc Ninh. Từ hai bản này, Hoàng Xuân Hãn khảo chứng, hiệu đính kỹ lưỡng và đã đưa ra một văn bản khác có độ tin cậy cao hơn...

## Một phần cảnh đời tác giả
Trong phần giới thiệu Thơ chữ Hán Nguyễn Du có đoạn:
Cuộc sống "mười năm gió bụi" từ năm 1786 đến 1795 của Nguyễn Du như thế nào, thì ông đã phản ảnh rõ trong Thanh Hiên thi tập. Suốt mười năm ấy, nay ở đầu sông, mai ở cuối bể, ăn nhờ ở đậu, túi rỗng không, đau ốm liên miên, nghèo không tiền mua thuốc, nhiều lần muốn về quê nhà ở Hà Tĩnh, nhưng ở đó nhà cũng không có, mà anh em thì mỗi người một ngả...Đến khi được trở về nhà , thì ông đã là nhà nho mới hơn ba mươi tuổi mà tóc đã bạc trắng, bệnh tật, có lúc ốm mấy tháng liền mà chỉ nằm chờ chết, trong nhà bếp lạnh tanh...Cho đến khi ông ra làm quan với nhà Nguyễn. Gia phả chép: Dầu làm đến chức á khanh mà ông vẫn giữ vẻ thanh nhã đơn giản như một học trò nghèo. Trong Nam trung tạp ngâm, ít ra cũng có hai bài thơ nói đến vợ con ăn đói, mặt xanh như lá rau...
Tất cả những chi tiết đó giải thích tại sao Nguyễn Du thuộc tầng lớp trên mà trong thơ ca lại có một mối đồng tình thắm thiết với những người vốn thuộc tầng lớp thấp...Điều này ta đã thấy rõ trong bài Văn tế chiêu hồn."

## Chủ đề & bố cục
Văn tế thập loại chúng sinh là một bài văn khấn tế, đề cập đến xã hội hồn ma một cách thảm thương nhất. Đó là hình ảnh lộn trái của xã hội trần thế, song khác biệt cơ bản ở chỗ không có đối lập giàu nghèo, sang hèn. Chúng sinh ai cũng như ai cùng chịu cảnh đọa đày, oan khuất và cô đơn nên nhà thơ xót thương tất cả...
Tác phẩm được làm theo thể song thất lục bát, gồm 184 câu thơ chữ Nôm. Theo Đặng Thị Hảo, có thể chia bài văn thành bốn phần 
- Phần một (20 câu): tả cảnh một chiều thu tháng Bảy mưa dầm buồn bã, khiến nhà thơ chạnh lòng thương đến các chúng sinh đang lạnh lẽo, bơ vơ nơi cõi âm mà lập đàn cầu siêu...
- Phần hai (116 câu): nêu rõ tên và nguyên nhân thiệt mạng của mười loại cô hồn.
- Phần ba (20 câu): miêu tả cảnh sống thê lương thảm thiết của các cô hồn.
- Phần cuối (28 câu): lời thỉnh cầu phép Phật nhiệm mầu giúp cho họ được giải thoát. Cuối cùng là lời mời các cô hồn tới nhận phần lễ cúng để lên đàng thăng thiên...

## Nhận xét về nội dung
Đa phần các nhà nghiên cứu văn học như Thanh Lãng, Phạm Thế Ngũ, Thạch Trung Giả, Xuân Diệu, Đặng Thị Hảo, Lê Thước... đều có chung nhận xét rằng Nguyễn Du là người có trái tim lớn "chứa được bấy nhiêu tình thương nhân loại" và xã hội Lê mạt chính là nguồn nung nấu để hình thành nên tác phẩm...
Trích thêm một số ý kiến của:
- Phạm Thế Ngũ:

Bài này cũng là dịp cho ta thấy nơi Nguyễn Du một khiếu tưởng tượng phi thường hòa với một tình đồng cảm thật là bao la. Bao trường hợp chết chóc, bao nhiêu cảnh ngộ thương vong, tác giả phác họa ra, khêu gợi lên với những tiết lâm li thảm thiết...Cảnh loạn lạc...nhất là bệnh dịch, phu phen, mất mùa, đói khổ, người chết như rạ là một ám ảnh tai ách thường xuyên ở đời Lê mạt...Chính những thảm cảnh ấy đã là nguồn văn nguồn ý nung nấu thành Chiêu hồn ca...Nó khiến ta có thể xác định một lần nữa: Nguyễn Du là thi sĩ muôn đời của Thống khổ và Tình thương.
- Nhà thơ Xuân Diệu:

Trong nền thơ Việt Nam ta từ trước, có một tác phẩm rất độc đáo về đề tài, hầu như là duy nhất, nói đến những người chết, nói đến cái chết dưới trăm tình thế, chưa có bài thơ nào mà tập trung nói đến những hồn người chết như vậy-và thực chất lại là sự ôm trùm rộng rãi những người sống-đó là Văn Chiêu hồn...
Kiếp sinh ra thế, biết là tại đâu...
Ở thời đại ấy...Nguyễn Du không biết tại sao mà xã hội khổ đến thế. Bây giờ ta không trách Nguyễn Du về sự mù mờ ấy, (bởi) Nguyễn Du kêu gào ở trong bóng tối, cũng là phát hiện bóng tối cho ta:...đó là một bản tố cáo gắt gao về đói rét, tật bệnh, chiến tranh phong kiến giành giật đất đai, mưu ma chước quỷ của bọn quan lớn, về thân phận người đàn bà, về số phận người bình dân...do sự phong phú của đề tài, mà cả xã hội người diễu qua trước mắt ta...Còn trái tim lớn của Nguyễn Du một tấm lòng chứa được bấy nhiêu tình thương nhân loại! Tình thương ấy có xô bồ, lẫn lộn như đối với vài kẻ thuộc giai cấp bên trên; nhưng phần lớn, căn bản là dành cho những người bị cực khổ, oan ức, đói rét, đau đớn từ những người bị bọn vua quan bắt lính, đến người mắc oan ở tù rạc thân, đến người hành khất "cũng một kiếp người" từ người đẻ non đến em bé chết yểu, từ người đứt dây rơi xuống giếng chết đến người bị cọp ăn...
- Nhà nghiên cứu Đinh Quang Tốn:

Cùng với Truyện Kiều, Văn tế thập loại chúng sinh cũng là một áng văn Nôm thuộc đỉnh cao tư tưởng và nghệ thuật. Vì vậy khi nói về nỗi đau mất nước, nỗi buồn của cha ông ta trước đây, nhà thơ Chế Lan Viên đã nhắc đến áng văn bất hủ này:
Cha ông xưa từng đấm nát tay trước cửa cuộc đời
Cửa vẫn đóng và đời im ỉm khóa
Những pho tượng chùa Tây Phương không biết cách trả lời
Cả dân tộc đói nghèo trong rơm rạ
"Văn chiêu hồn" từng thấm hạt mưa rơi...
(Tổ quốc bao giờ đẹp thế này chăng?)
Tấm lòng nhân đạo của Nguyễn Du thể hiện rất rõ khi ông nhắc đến mười loại người được chiêu hồn. Đây là một áng văn đẹp hoàn hảo, một tác phẩm độc đáo có một không hai về đề tài này trong lịch sử văn chương dân tộc...
- Trương Chính:

Trong Văn tế chiêu hồn, Nguyễn Du có dịp gợi lên những hình ảnh đau xót của thời đại ông. Có những người ở tầng lớp trên, nhưng đa số là những người ở tầng lớp dưới. Trong tầng lớp trên thì lòng thương của ông dành cho những người "chân yếu tay mềm", do hoàn cảnh thời bấy giờ mà đang sống trong cảnh "màn lan trướng huệ" bỗng chốc bơ vơ như chiếc lá giữa dòng. Còn tầng lớp dưới thì có thể nói là đủ mặt, từ người học trò ốm đau dọc đường không ai thuốc thang nuôi nấng, đến chết phải "liệm sấp chôn nghiêng"...đến những em "tiểu nhi tấm bé" vừa ra đời không được chăm sóc, nên phải chết yểu v.v...Bài này đọc lên không biết cô hồn nghe có được an ủi phần nào chăng, nhưng chúng ta nghe thì càng thấy căm thù cái xã hội mà trong đó đa số là những người thất cơ lỡ vận...

## Nghệ thuật thể hiện
Tuy là một bài văn khấn tế, hình thức mang tính chất tôn giáo trong văn học Việt Nam, nhưng tác phẩm không sử dụng hình thức văn tế biền ngẫu thường thấy, cũng không viết bằng văn xuôi như Thập giới cô hồn quốc ngữ văn của vua Lê Thánh Tông, mà chọn thể loại song thất lục bát khiến vần điệu linh hoạt, truyền cảm, có tác dụng khơi dậy lòng trắc ẩn từ phía người đọc, người nghe. Nếu bài văn của vua Lê nặng nề giáo huấn răn đe thì tác phẩm của Nguyễn Du tràn ngập tình yêu thương, thông cảm...
Ngoài một vài phương ngữ và điển tích nhà Phật ít quen thuộc không đáng kể, nói chung bài văn dễ hiểu, dễ cảm thụ bởi giọng thơ cuộn chảy theo những biến tấu bất ngờ của nhịp câu song thất. Tác phẩm còn được đánh giá là tác phẩm song thất lục bát duy nhất sử dụng dày đặc và rất độc đáo thủ pháp tiểu đối...